# Yaokwa
Yaokwa (também grafado yãkwa) é um ritual praticado pelos indígenas enauenês-nauês do Mato Grosso.

## O ritual
O Yaokwa marca o período da seca, durante o qual os enauênes-nauês interagem com os seres do mundo subterrâneo, chamados de Yakairiti. Como essas criaturas sofrem de uma fome insaciável, precisam ser alimentados com sal vegetal, peixe, milho e mandioca. Em troca dos alimentos que recebem, os espíritos mantêm a ordem social e cósmica.
A preparação do Yaokwa começa em janeiro, época da colheita da mandioca e quando é construída a Mata, uma série de armadilhas de pesca nos rios Joaquim Rios, Arimena, Rio Preto e Nhambiquara. Na pescaria, a aldeia se divide em nove grupos rituais, conforme os clãs. Os pescadores, tendo removido os adornos que os identificam como humanos e se dividido em grupos, partem então para acampar às margens de rios de médio porte: .
Depois de dois meses de pesca, em cada barragem um ancião oferece sal a um grupo de pescadores (que representam os Yakairiti), em troca pelos peixes. O consumo do sal simboliza o pacto entre humanos e espíritos. Na volta para a aldeia, os pescadores, mais uma vez representando os seres do mundo subterrâneo, enfrentam os moradores que ficaram cuidando das roças. Depois dos cantos rituais, trocam peixes por bebidas preparadas com mandioca e  milho.
Nos meses seguintes, os alimentos usados nas trocas são consumidos em banquetes noturnos, à luz de fogueiras, com música, cantos e danças.

## Proteção
Em agosto de 2006, foi iniciado um processo para proteção do ritual Yaokwa como patrimônio imaterial brasileiro. Os estudos do Iphan apontaram os riscos trazidos por fatores como a atuação de madeireiros e garimpeiros na área, bem como a construção de hidrelétricas de pequeno porte, alterando a paisagem natural e social.
O pedido foi aprovado em 2010, com a inscrição do Yaokwa no registro de Bens Culturais.
Em 2011, a UNESCO incluiu o ritual na Lista do Patrimônio Cultural Imaterial em Necessidade de Salvaguarda Urgente. A decisão foi tomada durante a reunião do Comitê Intergovernamental para Salvaguarda do Patrimônio Imaterial, em Bali, sob a justificativa de que o Yaokwa "representa um ecossistema extremamente delicado e frágil, cuja continuidade depende diretamente da sua conservação".